# Gerry Svensson
Sven Gerry Tony Svensson (ur. 29 czerwca 1958 w Bjuv, zm. 21 marca 2005 w Åstorp) – szwedzki zapaśnik walczący w stylu klasycznym. Olimpijczyk z Los Angeles 1984, gdzie odpadł w eliminacjach w kategorii 68 kg w stylu klasycznym.
Czternasty na mistrzostwach świata w 1983. Szósty na mistrzostwach Europy w 1984. Zdobył pięć medali na mistrzostwach nordyckich w latach 1976 – 1984.